# Rantenbach
Rantenbach är ett vattendrag i Österrike.   Det ligger i förbundslandet Steiermark, i den centrala delen av landet, 210 km sydväst om huvudstaden Wien.
I omgivningarna runt Rantenbach växer i huvudsak blandskog. Runt Rantenbach är det ganska glesbefolkat, med 22 invånare per kvadratkilometer.